# ヌエストラ・セニョーラ・デ・ラ・サンティシマ・トリニダー (戦列艦)
|          | |
| 艦歴     | |
| 建造:    | ハバナ |
| 進水:    | 1769年10月 |
| 改装:    | 1795年 |
| その後:  | 1805年10月22日沈没 |
| 性能諸元 | |
| クラス:  | 1等戦列艦 |
| 排水量:  | 4,950t |
| 全長:    | 砲列甲板：63.36m |
| 全幅:    | 16.67m |
| 喫水:    | 8.50 m |
| 機関:    | 帆走（3本マストシップ） |
| 乗員:    | 1071名 |
| 兵装:    | 140門（4層甲板、改装後）： - 36ポンド（16kg）砲32門 - 24ポンド（11kg）砲34門 - 12ポンド（5kg）砲36門 - 8ポンド（4kg）砲12門 - 24ポンド（11kg）榴弾砲16門 - 4ポンド（2kg）砲4門 - その他6門 |

ヌエストラ・セニョーラ・デ・ラ・サンティシマ・トリニダー(Nuestra Señora de la Santísima Trinidad)はスペイン海軍の戦列艦。艦名は普通サンティシマ・トリニダーと省略される。ハバナで1769年に進水してから1805年のトラファルガーの海戦で沈没するまで数年間を除いて世界最大の戦列艦であり続けた。

## 艦名
艦名は「聖なる三位一体の聖母」を意味する。他にサンティシマ・トリニダーと呼ばれる艦船としてサンティシマ・トリニダー・イ・ヌエストラ・セニョーラ・デル・ブエン・フィンがあり、1750年建造の当時最大のマニラ・ガレオンである。戦列艦の方は「El Ponderoso」（のろま）という蔑称を持つが、これはガレオンの愛称「El Poderoso」（巨大な）にかけたものである。

## 参加海戦
- 1782年10月20日 - スパーテル岬（ルイス・デ・コルドバ提督の旗艦）
- 1797年2月14日 - サン・ビセンテ岬（ホセ・デ・コルドバ提督の旗艦、死傷者200名以上）
- 1805年10月21日 - トラファルガー（バルタザール・ヒダルゴ提督の旗艦、死者212名、負傷者116名、降伏後漂流中に嵐により沈没）